# Андреевка (Илишевский район)
Андре́евка (баш. Андреевка) — село в Илишевском районе Республики Башкортостан Российской Федерации. Административный центр Андреевского сельсовета.

## География
Село находится на берегу реки Белая.

### Географическое положение
Расстояние до:
- районного центра (Верхнеяркеево): 30 км,
- ближайшей ж/д станции (Буздяк): 139 км.

## Население
| 1865 | 1906  | 1920  | 1939  | 1959  | 1989 | 2002 |
| ---- | ----- | ----- | ----- | ----- | ---- | ---- |
| 1584 | ↗2302 | ↗2598 | ↘2036 | ↘1521 | ↘826 | ↗877 |
| 2009 | 2010  |       |       |       |      |      |
| ↗918 | ↘896  |       |       |       |      |      |

### Национальный состав
Согласно переписи 2002 года, преобладающие национальности — башкиры (46 %), русские (31 %).

## Улицы
| - ул. Базарная, - ул. Байгильдина, - ул. Батырская, - ул. Берёзовая, - ул. Заводская, - ул. Кирова, | - ул. Колхозная, - ул. Мельничная, - ул. Олимпийская, - ул. Петрова, - ул. Пушкина, - ул. Родниковая, | - ул. Советская, - ул. Спортивная, - ул. Тополиная, - ул. Уфимская, - ул. Центральная, - ул. Чеверева. |

## Религия
В селе есть православная церковь Усекновения главы Иоанна Предтечи.

## Известные уроженцы
- Локтев, Гавриил Владимирович (1908—1941) — советский военный лётчик, старший лейтенант.
- Шутов, Александр Павлович (1925—2008) — советский и российский скульптор.